# Trichomanes ballardianum
Trichomanes ballardianum là một loài dương xỉ trong họ Hymenophyllaceae. Loài này được Alston mô tả khoa học đầu tiên năm 1956.